# 科林·阿爾塔米拉諾
科林·阿爾塔米拉諾（Collin Altamirano，1995年12月7日—）是一位美國職業網球運動員。

## 外部連結
- 科林·阿爾塔米拉諾（英文/西班牙文）的官方資料
- 科林·阿爾塔米拉諾的國際網球總會 職業／青少年 官方資料（英文）
- 科林·阿爾塔米拉諾的官方資料（英文）